# Rete8
Rete8, conosciuta anche come Rete 8, è una rete televisiva dell'Abruzzo con sede a Chieti.

## Il canale

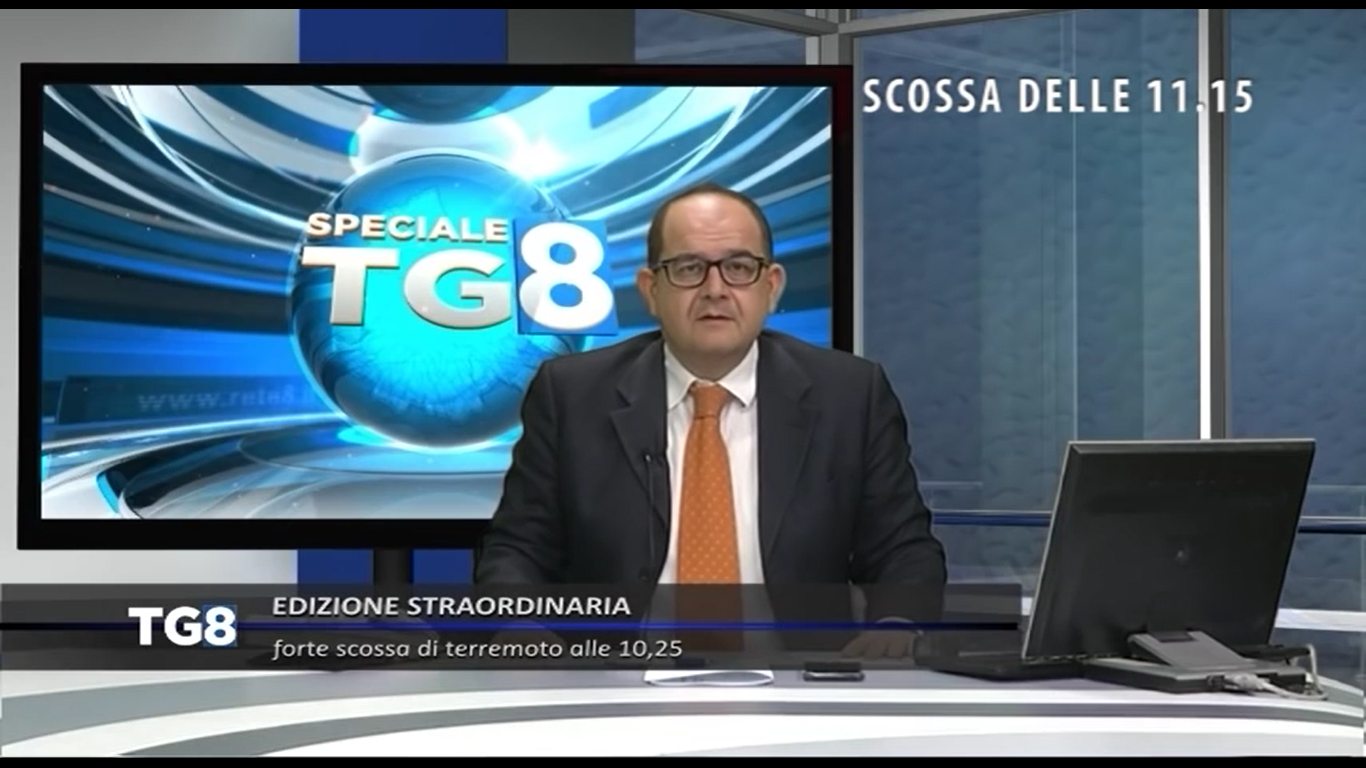
Edizione straordinaria del TG8 sulle scosse sismiche del 18 gennaio 2017.

Fondata nel 1988, questa emittente locale abruzzese ha la peculiarità di mandare in onda solo programmi autoprodotti. In passato ha fatto parte del circuito Cinquestelle.
La sede principale di Rete8 si trova a Chieti in viale Abruzzo 374, nei pressi dello Stadio Guido Angelini. Direttore responsabile è stato per molti anni il giornalista Pasquale Pacilio. L'azienda dispone inoltre di sedi distaccate a Lanciano (CH), L'Aquila, Teramo e Vasto (CH).
Oltre a coprire l'intero Abruzzo (LCN 10), Rete8 ha irradiato per un periodo il suo segnale in Molise (con un proprio mux e LCN 73) e parte della fascia costiera adriatica di Marche e Puglia.
Il Tg8, telegiornale di Rete 8, collabora con Sky Italia, 7 Gold, LA7, Mediaset e Rai, quando in Abruzzo accadono fatti di interesse nazionale.
Nella stagione televisiva 2011-2012 ha mandato in onda il programma di informazione Servizio pubblico, l'anno dopo ha invece trasmesso le partite più importanti delle ultime giornate della Liga spagnola.
Dal 2012, con il passaggio al digitale terrestre, Rete8 è visibile sul proprio multiplex, attraverso il quale vengono diffusi anche i canali correlati: Rete8 Sport, nato a gennaio 2012, e i canali nati a maggio dello stesso anno: Rete8 News (in 16:9), Rete8 Live, Rete8 Salute, Rete8 Meraviglie.
Allo stesso gruppo editoriale di Rete8 fa capo anche l'emittente abruzzese Telemare, nata a Pescara nel 1978, diffusa sul digitale terrestre (LCN 273).
Con il refarming delle frequenze delle TV locali ad aprile 2022, Rete8 trasmette in Abruzzo e Molise sull'LCN 10.